# Opegrapha
Opegrapha es un género de hongos liquenizados de la familia Opegraphaceae.

## Especies
- Opegrapha agelaea Fée
- Opegrapha agelaeina Jatta
- Opegrapha agelaeoides Nyl.
- Opegrapha anguinella (Nyl.) Ertz & Diederich
- Opegrapha anomea Nyl.
- Opegrapha areniseda Nyl.
- Opegrapha astraea Tuck.
- Opegrapha aurantiaca B. de Lesd.
- Opegrapha bisokeana Ertz
- Opegrapha blakii Ertz & Diederich
- Opegrapha bonplandii Fée
- Opegrapha borbonica Ertz
- Opegrapha brevis Coppins
- Opegrapha brevissima Kalb & Hafellner
- Opegrapha briancoppinsii S.Y. Kondr., Lőkös & Hur
- Opegrapha bryoriae Zhurb.
- Opegrapha buelliae Zhurb.
- Opegrapha candida Müll. Arg.
- Opegrapha cesareensis Nyl.
- Opegrapha chapsae Etayo
- Opegrapha cladoniicola Ertz & Diederich
- Opegrapha corinnae Egea & Ertz
- Opegrapha corticola Coppins & P. James
- Opegrapha deblockiae Ertz
- Opegrapha dekeselii Ertz
- Opegrapha demutata Nyl.
- Opegrapha diaphoriza Nyl.
- Opegrapha diffracticola R. C. Harris & Ladd
- Opegrapha dolomitica (Arnold) Clauzade & Cl. Roux ex Torrente & Egea
- Opegrapha ectolechiacearum Matzer & R. Sant.
- Opegrapha enterographae Etayo
- Opegrapha epiporina Matzer
- Opegrapha erosa Egea & Ertz
- Opegrapha foreaui (Moreau) Hafellner & R. Sant.
- Opegrapha fumosa Coppins & P. James
- Opegrapha fuscothallina Lücking & Matzer
- Opegrapha geographicola (Arnold) Hafellner
- Opegrapha gilmorei P.M. McCarthy & Elix
- Opegrapha granulosa S. Joseph & G.P. Sinha
- Opegrapha grossulina Müll. Arg.
- Opegrapha gyrophorica F. Seavey & J. Seavey
- Opegrapha hafellneri E. Zimm., Etayo & F. Berger
- Opegrapha heliabravoa Herrera-Camp. & Lücking
- Opegrapha hellespontica Vondrák & Kocourk.
- Opegrapha herbarum Mont.
- Opegrapha inalbescens (Stirt.) Müll. Arg.
- Opegrapha insidens (J. Steiner) S.Y. Kondr.
- Opegrapha interveniens Müll. Arg.
- Opegrapha intrusa Stirt
- Opegrapha invadens Etayo
- Opegrapha keyensis F. Seavey & J. Seavey
- Opegrapha lacteella Müll. Arg.
- Opegrapha lambinonii Sérus.
- Opegrapha lamyi (O. J. Rich. ex Nyl.) Triebel
- Opegrapha leptocarpoides Zahlbr.
- Opegrapha leptoplacella (Müll. Arg.) Vězda
- Opegrapha leucinia Müll. Arg. ex Shirley
- Opegrapha leucoplaca Müll. Arg.
- Opegrapha levidensis Willey
- Opegrapha lichenicola G. Thor, Lücking & Tat. Matsumoto
- Opegrapha lithyrga Ach.
- Opegrapha lopezariae Etayo & Sipman
- Opegrapha luzonensis Sérus.
- Opegrapha maldiveana Ertz
- Opegrapha maligna Triebel
- Opegrapha megagonidia C. Knight
- Opegrapha melanospila Müll. Arg.
- Opegrapha mesophlebia Nyl.
- Opegrapha microcycla Tuck.
- Opegrapha minutula Müll. Arg.
- Opegrapha moroziana Lendemer
- Opegrapha multipuncta Coppins & P. James
- Opegrapha niveoatra (Borrer) J. R. Laundon
- Opegrapha nyungweana Ertz
- Opegrapha parasitica (A. Massal.) H. Olivier
- Opegrapha paraxanthodes Nyl.
- Opegrapha pauciexcipulata Aptroot & Yazıcı
- Opegrapha perturbans Follmann
- Opegrapha pertusariicola Coppins & P. James
- Opegrapha phaeophysciae R. Sant., Diederich, Ertz & Christnach
- Opegrapha physciaria (Nyl.) D. Hawksw. & Coppins
- Opegrapha prosodea Ach.
- Opegrapha protocetrarica F. Seavey & J. Seavey
- Opegrapha protuberans Zahlbr.
- Opegrapha pulvinata Rehm
- Opegrapha ramisorediata Aptroot & M. Cáceres
- Opegrapha ravenelii (Tuck.) Tehler
- Opegrapha reactiva (Alstrup & D. Hawksw.) Etayo & Diederich
- Opegrapha reinkellae Follmann
- Opegrapha romsiae S.Y. Kondr. & Kudratov
- Opegrapha rotunda Hafellner
- Opegrapha rubefacta Räsänen
- Opegrapha rupestris Pers.
- Opegrapha salmonea Ertz & Diederich
- Opegrapha saxicola Ach.
- Opegrapha serusiauxii Lücking
- Opegrapha sorediifera P. James
- Opegrapha sphaerophoricola Isbrand & Alstrup
- Opegrapha stellanigra Etayo
- Opegrapha stellata C. Knight
- Opegrapha stereocaulicola Alstrup & D. Hawksw.
- Opegrapha strigulae R. Sant. ex Matzer & R. Sant.
- Opegrapha subdictyospora M. Cáceres, E.L. Lima & Aptroot
- Opegrapha subdimidiata Ertz
- Opegrapha submaritima Hafellner
- Opegrapha suecica Källsten ex G. Thor
- Opegrapha thelotrematis Coppins
- Opegrapha trassii S.Y. Kondr. & Coppins
- Opegrapha trochodes Coppins, F. Berger & Ertz
- Opegrapha tuxtlensis Herrera-Camp. & Lücking
- Opegrapha ugandensis Ertz
- Opegrapha ulleungdoensis S.Y. Kondr., Lőkös & Hur
- Opegrapha umbellulariae Zahlbr.
- Opegrapha vermicellifera (J. Kunze) J.R. Laundon
- Opegrapha verseghyklarae S.Y. Kondr., Lőkös & Hur
- Opegrapha vulgata Ach.
- Opegrapha vulpina Vondrák, Kocourk. & Tretiach
- Opegrapha xanthonica Aptroot & M. Cáceres
- Opegrapha xerica Torrente & Egea